# Сонячний (парк)
Со́нячний — пам'ятка садово-паркового мистецтва місцевого значення у місті Черкаси.
Парк розташовано у м. Черкаси, на вул. Академіка Корольова, біля будинків №24 та №32. На території закладено сквер, висаджено кущі та  листяні дерева. Закладено садово-парковий газон.
Статус надано рішенням Черкаської обласної ради від 03.02.2017 № 12-9/VII. 